# Marina Pierro
Marina Pierro, née le 9 octobre 1956 à Boscotrecase (Italie), est une actrice italienne.

## Biographie
Découverte par Luchino Visconti, Marina Pierro joue un de ses premiers rôles dans L'Innocent (1976). Elle devient l'égérie de Walerian Borowczyk et jouera dans la majorité de ses films à partir de 1978. Une première apparition dans Interno di un convento (Intérieur d'un couvent), puis se succèdent plusieurs films controversés que l'on qualifia d'érotiques et de surréalistes. 
En 1982, elle a joué dans le film de Jean Rollin, La Morte vivante, aux côtés de Françoise Blanchard.
Depuis la disparition de Walerian Borowczyk, Marina Pierro n'est plus apparue à l'écran. Elle se consacre aujourd'hui à des travaux d'écriture et réalise des essais videos.

## Filmographie

### Actrice
- 1976 : I prosseneti de Brunello Rondi
- 1976 : L'Innocent de Luchino Visconti
- 1976 : Taxi Love - Servizio per signora de Sergio Bergonzelli
- 1976 : Sorbole... che romagnola de Alfredo Rizzo : La serveuse
- 1978 : Intérieur d'un couvent (Interno di un convento) de Walerian Borowczyk : Sœur Veronica
- 1979 : Les Héroïnes du mal de Walerian Borowczyk : Margherita Luti
- 1981 : Docteur Jekyll et les femmes de Walerian Borowczyk : Miss Fanny Osbourne
- 1982 : La Morte vivante de Jean Rollin : Hélène
- 1983 : L'Art d'aimer (Ars amandi) de Walerian Borowczyk : Claudia
- 1987 : Cérémonie d'amour de Walerian Borowczyk : Myriam
- 1990 : La scommessa (court-métrage)

### Réalisation
- 2008 : In versi (court-métrage)
- 2012 : Himorogi (court-métrage)
- 2016 : Floaters (court-métrage)

### Télévision
- 1982 : La quinta donna (série TV) (2 épisodes) : Anna Toth
- 1987 : Cinque storie inquietanti (série TV) (épisode La parete della stanza accanto) : Sara
- 1990 : Série rose (série TV) ( Un traitement justifié / épisode de Walerian Borowczyk) : Bianca